# Pankratowka (obwód kurski)
Pankratowka (ros. Панкратовка) – wieś (ros. деревня, trb. dieriewnia) w zachodniej Rosji, w sielsowiecie suchinowskimrejonu głuszkowskiego w obwodzie kurskim.

## Geografia
Miejscowość położona jest 5 km od centrum administracyjnego sielsowietu suchinowskiego (Suchinowka), 12,5 km od centrum administracyjnego rejonu (Głuszkowo), 128 km od Kurska.

## Demografia
W 2010 r. miejscowość zamieszkiwała 1 osoba.